# Etienne Bernard Barrière
Etienne-Bernard-Joseph Barrière (* 7. Februar 1748 in Valenciennes; † um 1816 oder 1818 in Paris) war ein französischer Violinist und Komponist der klassischen Epoche.

## Leben
Im Alter von 12 Jahren ging Barriere nach Paris, wo er Schüler von François-André Danican Philidor (Komposition) und André-Noël Pagin (Violine) wurde. Er debütierte am 20. April 1767 im Concert Spirituel, wo er am 24. April desselben Jahres auch ein eigenes Violinkonzert aufführte (weitere Auftritte dort sind für 1776 und 1778 bezeugt). Danach lebte er bis mindestens 1789 abwechselnd in Valenciennes und Paris, wo er ab 1776 zahlreiche Instrumentalwerke veröffentlichte.

## Zeitgenössische Urteile
Barriere genoss zu seiner Zeit als Geiger und Komponist hohes Ansehen.
Zeitgenössische Kritiken betonen "la netteté, la justesse, la délicatesse et la sensibilité" ("Klarheit, Präzision, Feinheit und Sensibilität") seine Geigenspiels (Mercure de France, Mai 1767, erster Auftritt in Concert spirituel) und sein "jeu brillant et précis" ("brillantes und präzises Spiel") (Petites Affiches de Valenciennes, 29. Dezember 1821, zu einem Konzert mit Lafont 1801).
Das einzige zeitgenössische Urteil über seine Kompositionen findet sich im Mercure de France von Juni 1783: "La réputation de ce Compositeur, déjà établie par plusieurs bons ouvrages, doit donner une idée favorable de celui-ci" ("Der schon durch mehrere gute Werke etablierte Ruf dieses Komponisten muss eine günstige Vorstellung von dem vorliegenden Werk geben").

## Werke (Auswahl)
Barrières eigenes Instrument steht auch im Mittelpunkt seines kompositorischen Schaffens: Neben Violinkonzerten, zwei konzertanten Sinfonien  (1776), und drei Symphonies à 8 Parties (Paris, 1785), liegt der Schwerpunkt auf der Kammermusik (Streichquartette, -trios und -duos). Zusammen mit Giuseppe Cambini, Nicolas-Marie Dalayrac, Jean-Baptiste Davaux, Nicolas-Joseph Chartrain und Joseph Boulogne de Saint-George ist Barrière einer der Hauptvertreter des konzertanten Pariser Streichquartetts (Quatuor concertant) in der Zeit vor der Französischen Revolution. Seine Quartette sind einfache, formal ausgewogene, elegante Werke mit eingängigen Melodien, in denen alle vier Instrumente, aber besonders die Geigen und etwas weniger die Bratsche am musikalischen Geschehen beteiligt werden; immer wieder werden aber auch alle Stimmen effektvoll im Unisono zusammengeführt. Die keineswegs anspruchslosen Geigenstimmen verlangen dieselbe Präzision und Sensibilität, die nach den zeitgenössischen Urteilen Barrières eigenes Geigenspiel auszeichnete.